# Piper teapense
Piper teapense är en pepparväxtart som beskrevs av C. Dc.. Piper teapense ingår i släktet Piper och familjen pepparväxter. Inga underarter finns listade i Catalogue of Life.